# Psiphon
Psiphon is een gratis en opensource software-instrument om internetcensuur te omzeilen. Psiphon maakt gebruik van een combinatie van beveiligde communicatie en obfuscatietechnologieën (VPN, SSH, en HTTP Proxy). Psiphon is een centraal beheerd maar geografisch divers netwerk van duizenden proxyservers, waarbij gebruik wordt gemaakt van een prestatiegerichte single- en multi-hop-architectuur. 
Psiphon is speciaal ontworpen om gebruikers te ondersteunen in landen die, onder meer volgens Verslaggevers Zonder Grenzen, beschouwd worden als 'vijanden van het internet'.
De software werd in 2006 ontwikkeld in het aan de Universiteit van Toronto gelieerde Citizen Lab, maar later ondergebracht in het gelijknamige bedrijf Psiphon. Het pakket kan worden gedownload en dan geïnstalleerd, ofwel op een Windows-computer, ofwel een smartphone met Android of iOS.